# Acronicta vernalis
Acronicta vernalis là một loài bướm đêm trong họ Noctuidae.